# Proktologia
Proktologia – dziedzina medycyny zajmująca się chorobami jelita grubego i odbytnicy. 
Są to choroby zapalne i nowotworowe. Objawy tych chorób są często bardzo uciążliwe i długotrwałe, mają charakter nawracający. Ropne wycieki z odbytnicy, zmiany ropne sączące w okolicy odbytu, ropnie płytkie i głębokie, bóle odbytnicy, a także nietrzymanie stolca i gazów związane z wiekiem, po urazach oraz po porodach, a także krwawienia.
Jedną z metod diagnostyki proktologicznej jest ultrasonografia przezodbytnicza.